# Chad Brown (Schiedsrichter)
Chadwick Curtis „Chad“ Brown (* 9. September 1947 in Dallas, Texas; † 9. September 2016 in Carson, Kalifornien) war ein US-amerikanischer Schiedsrichter im American Football, der von der Saison 1992 bis 2014 in der NFL tätig war. Er trug die Uniform mit der Nummer 31.

## Karriere

### College Football
Vor dem Einstieg in die NFL arbeitete er als Schiedsrichter im College Football in der Big West Conference.

### National Football League

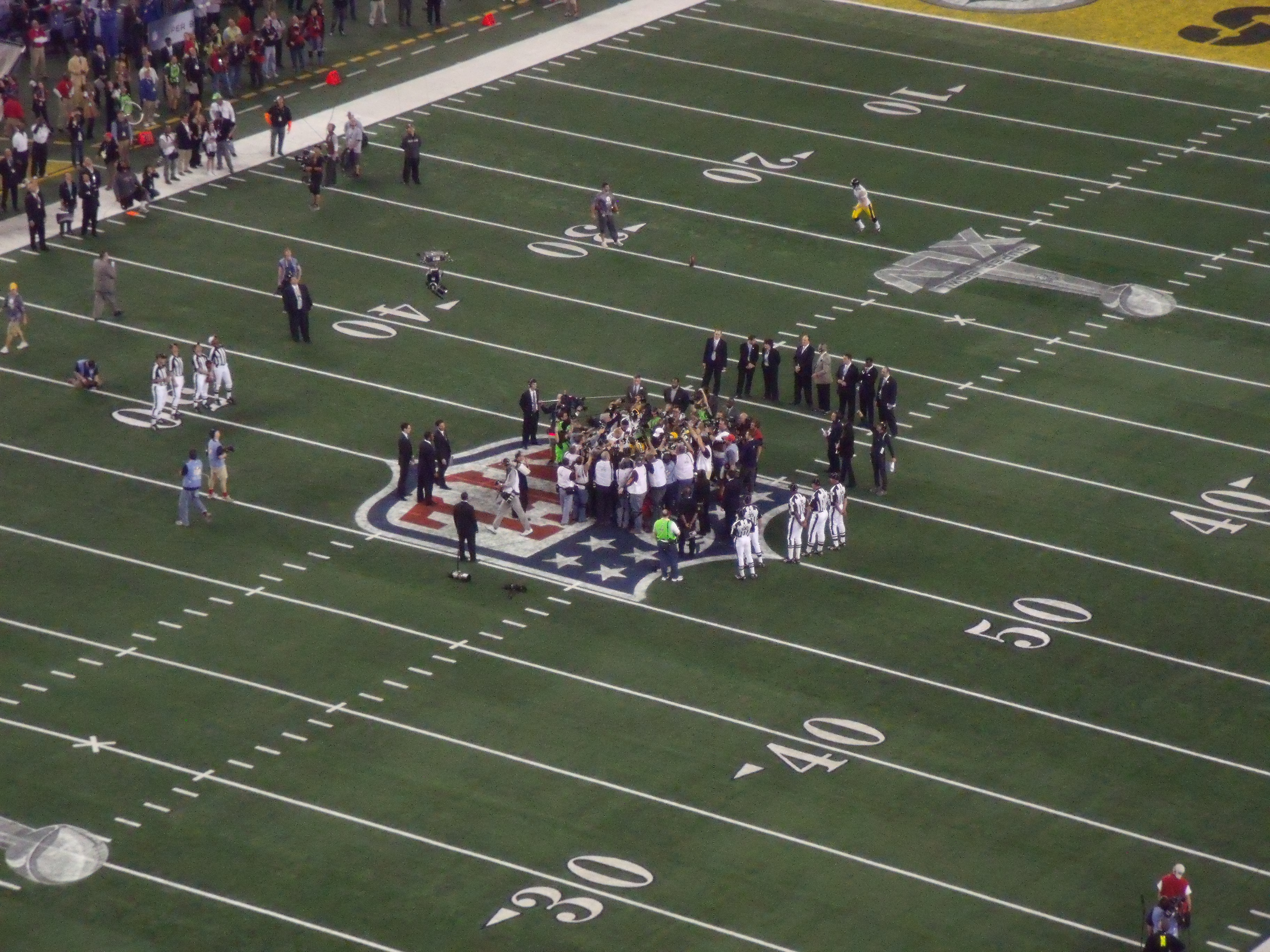
Schiedsrichtercrew im Super Bowl XLV

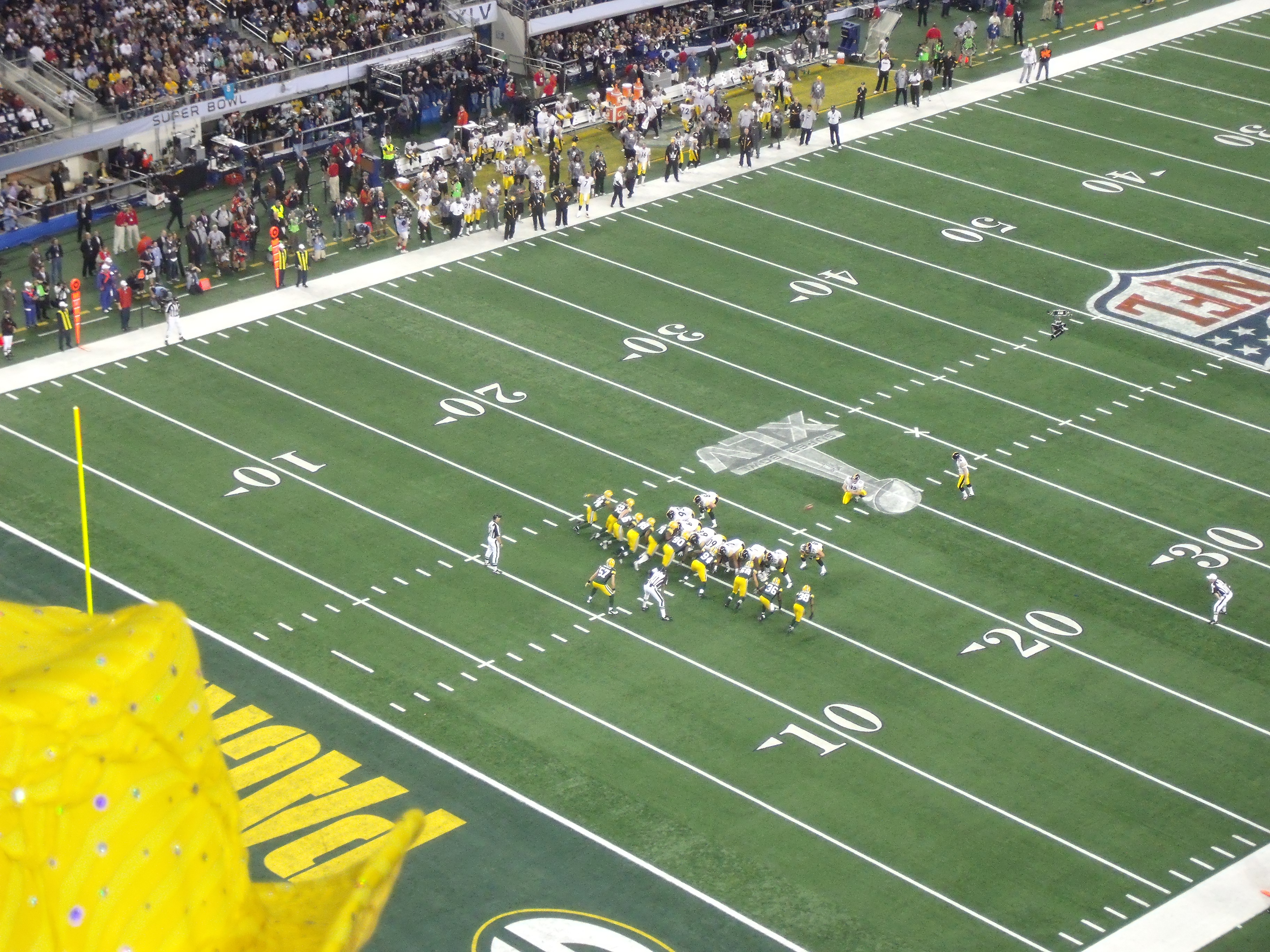
Chad Brown im Super Bowl XLV auf der 12 Yard-Linie

Brown war während seiner gesamten NFL-Laufbahn als Umpire tätig.
Er bei zwei Super Bowls als Umpire im Einsatz: Im Super Bowl XXXV im Jahr 2001 in der Crew unter der Leitung von Hauptschiedsrichter Gerald Austin und im Super Bowl XLV im Jahr 2011 im Schiedsrichtergespann von Walt Anderson. Zudem war er Teil der Schiedsrichtercrew der Pro Bowls Pro Bowl 1997 und 2007.
Zur Saisonmitte 2014 beendete er seine Feldkarriere.